# Mirčeta Đurović
Mirčeta Đurović (* 25. August 1924 in Danilovgrad, Königreich der Serben, Kroaten und Slowenen; † 2011 in Podgorica, Montenegro) war ein jugoslawischer Ökonom und Politiker.

## Leben
Er studierte Ökonomie an der Universität Belgrad, wo er 1956 promovierte. In den 1950er Jahren war er Mitarbeiter des Historischen Instituts Montenegros. Ab 1960 war er außerordentlicher, ab 1971 ordentlicher Professor für Ökonomische Theorie an der Universität Belgrad.  Als 1974 die Universität Titograd gegründet wurde, wurde er deren Rektor (bis 1978).
In den Jahren 1967 bis 1971 war er Abgeordneter des Republikparlaments von Montenegro, 1974 bis 1978 war er Mitglied des Zentralkomitees des montenegrinischen Landesverbandes des Bundes der Kommunisten Jugoslawiens, 1979 bis 1982 gehörte er dem ZK auf Bundesebene an.
Er war ab 1981 ordentliches Mitglied der Montenegrinischen Akademie der Wissenschaften und Künste (CANU).

## Werke
- Trgovački kapital u Crnoj Gori u drugoj polovini XIX i početkom XX vijeka (Das Handelskapital in Montenegro in der zweiten Hälfte des 19. und im beginnenden 20. Jahrhundert), 1958
- Crnogorske finansije 1860 - 1915, 1960